# Joy Paul Guilford
Joy Paul Guilford (Marquette, 7 marzo 1897 – Los Angeles, 26 novembre 1987) è stato uno psicologo statunitense.
Noto per i suoi studi psicometrici sull'intelligenza umana, tra cui, di particolare rilevanza, quelli riguardanti la distinzione tra pensiero convergente e divergente.
Sviluppando il punto di vista di Louis Leon Thurstone, Guilford critica l'idea di Spearman che associa il livello di intelligenza ad un singolo parametro numerico. Egli afferma che per una descrizione accurata dell'intelligenza siano necessari tre diversi parametri: 
- operazioni - attività che la mente compie con le informazioni ricevute dal sistema percettivo-sensoriale;
- contenuti  - la natura delle informazioni;
- prodotti - forma assunta dall'informazione dopo che è stata elaborata.

Attraverso questo sistema tridimensionale, Guilford evidenzia che l'intelligenza si compone e si articola in un numero elevato di abilità distinte ed autonome, specializzate per compiti specifici. Lo studio Review of General Psychology, pubblicato nel 2002, classifica Guilford al 27º posto tra gli psicologi per numero di citazioni ottenute nel XX secolo.

## Carriera
Guilford si è laureato all'Università del Nebraska prima di iniziare a studiare insieme a Edward Titchener alla Cornell. Nel 1938 Guilford diventa il terzo presidente della Psychometric Society, seguendo le orme del suo fondatore Louis Leon Thurstone e di Edward Thorndike, che era stato presidente prima di lui. A Guilford vennero assegnate alcune cattedre in Nebraska e altre alla University of Southern California. Nel 1941 entrò nella U.S. Army col grado di Lieutenant Colonel e assunse il ruolo di Director of Psychological Research Unit No. 3 nella base aerea militare di Santa Ana. Qui lavorò alla selezione e alla promozione dei cadetti mentre l'Air Force dell'esercito investigava perché una considerevole percentuale di tirocinanti non si stava laureando.
Promosso al ruolo di Capo dell'Unità di Ricerca Psicologica all'U.S. Army Air Forces Training Command Headquarters di Fort Worth, Guilford supervisionò il progetto Stanine (Standard Nine) nel 1943. Durante la seconda guerra mondiale, l'utilizzo di questo sistema di correzione dei test permise di sviluppare una batteria di test di qualificazione che permise un significativo aumento del tasso di promozione per gli allievi piloti.
Al termine della guerra, congedato dall'esercito col grado di colonnello, Guilford si unì alla facoltà di educazione della University of Southern California e continuò le sue ricerche sui diversi fattori dell'intelligenza. Di questo suo lavoro ha pubblicato ampiamente formulando infine la sua Teoria sulla struttura dell'intelletto, in cui ha identificato 90 differenti abilità intellettive e 30 abilità comportamentali.